# Kirschgarten

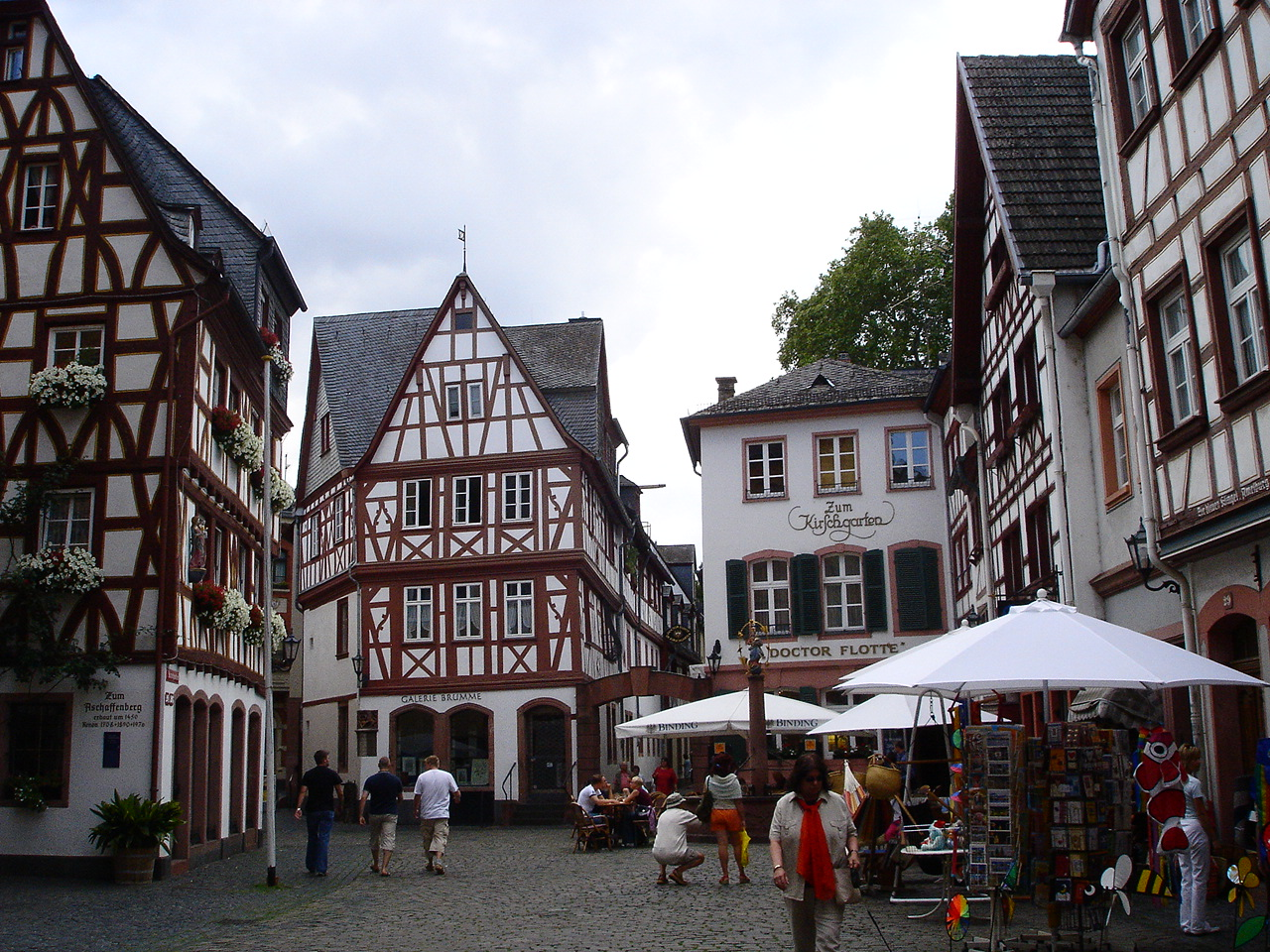
Kirschgarten avec la Maison Zum Aschaffenberg

Le Kirschgarten ou Jardin des cerisiers est un des coins les plus pittoresques de la vieille ville de Mayence.

## Historique
La place fut désignée en 1329 comme « le jardin de cerise (kirsch) ». Le nom provient de la source Kirschborn située à l'Hôtel-Dieu nommé hospice Saint-Roch (Rochushospital). Elle fait partie de la nova civitas, faubourg qui s'étend du XIIIe au XIVe siècle. Le caractère particulier du Kirschgarten est alors en germes. Des lignes de maisons placées parallèlement sont reliées par une ruelle le long du Weihergarten. Le Kirschgarten  était à l'origine une place achevée qui ne s'est ouverte que dans une largeur de maison à l'Augustinerstrasse. L'architecture des maisons s'échelonne du XVe au XVIIIe siècle.
Sur la place, on trouve une fontaine avec une statue de la Vierge Marie de Harxheim. On y remarque de nombreuses maisons à colombage anciennes tout autour, comme la maison Zum Beimburg; ou la maison Zum Aschaffenberg qui est la maison la plus ancienne connue de Mayence; elle a été construite autour de 1500.
Au N°21, Kathinka Zitz, alias Tina Halein, poétesse de la liberté, est née en 1801. Pendant l’administration française de la période du Consulat et du Premier Empire, la place était appelée  "Le Jardin des cerisiers".